# Tula (Tamaulipas)
Tula (offizieller Name Ciudad Tula) ist eine Kleinstadt mit etwa 12.000 Einwohnern und der Verwaltungssitz einer aus mehreren Dörfern und Weilern bestehenden Gemeinde (municipio) mit etwa 32.000 Einwohnern im Südwesten des mexikanischen Bundesstaats Tamaulipas. Wegen ihres historischen Stadtzentrums zählt sie zu den Pueblos Mágicos.

## Lage
Tula liegt in den Bergen der Sierra Madre Oriental im Nordosten Mexikos in einer Höhe von ca. 1175 m. Ciudad Victoria, die Hauptstadt des Bundesstaats, befindet sich ca. 145 km (Fahrtstrecke) nordöstlich. Das Klima ist wegen der Höhenlage gemäßigt; Regen (ca. 490 mm/Jahr) fällt hauptsächlich im Sommerhalbjahr.

## Bevölkerung und Wirtschaft
| Jahr      | 2000  | 2005  | 2010   |
| Einwohner | 8.375 | 8.778 | 10.043 |

Ein Großteil der Einwohner ist spanischer Abstammung; Umgangssprache ist zumeist Spanisch.

## Wirtschaft
Während das Umland eher landwirtschaftlich orientiert ist, haben sich in Tula kleinere Handels-, Handwerks- und Dienstleistungsunternehmen angesiedelt.

## Geschichte
Tula wurde am 22. Juli 1617 durch den Franziskaner Juan Bautista de Mollinedo als Missionszentrum gegründet. Im Jahr 1744 wurde der Ort in den Rang einer Stadt (villa) erhoben. Die Bürger von Tula nahmen aktiv am Mexikanischen Unabhängigkeitskrieg (1810–1821) teil; sie verloren jedoch am 22. Mai 1811 eine Schlacht gegen die königlich-spanische Armee im Nordosten der Stadt. 14 Jahre nach Erlangung der Unabhängigkeit Mexikos erhielt Tula die vollen Stadtrechte (ciudad). Am 4. Juni 1865 tobte in der Umgebung eine Schlacht gegen französische Besatzungstruppen.

## Sehenswürdigkeiten
- Die Straßen und Häuser der Kleinstadt, insbesondere jedoch die Plaza Mayor, sind nach zentralmexikanischen Vorbildern gestaltet.
- Die dem hl. Antonius von Padua geweihte Kirche entstand im 18. Jahrhundert und verfügt über eine auf einem oktogonalen Tambour ruhende Vierungskuppel.

Umgebung
- Ca. 8 km südlich des Ortes liegt die präspanische Ruinenstätte Tammapul, die vom 6. bis zum 9. Jahrhundert besiedelt war. Wichtigstes Bauwerk ist die Ruine eines ca. 5 m hohen Stumpfes einer Stufenpyramide mit aufsitzender Festung.

## Persönlichkeiten
- Carmen Romero Rubio (1864–1944), zweite Ehefrau von Porfirio Díaz